# Clinotarsus
Genre
Synonymes
- Pachybatrachus Mivart, 1869 "1868"
- Nasirana Dubois, 1992

Clinotarsus est un genre d'amphibiens de la famille des Ranidae.

## Répartition
Les trois espèces de ce genre se rencontrent en Asie du Sud et en Asie du Sud-Est.

## Liste des espèces
Selon Amphibian Species of the World (6 janvier 2016) :
- Clinotarsus alticola (Boulenger, 1882)
- Clinotarsus curtipes (Jerdon, 1853)
- Clinotarsus penelope Grosjean, Bordoloi, Chuaynkern, Chakravarty & Ohler, 2015

## Publication originale
- Mivart, 1869 : Note on Pachybatrachus robustus. Proceedings of the Zoological Society of London, vol. 1869, p. 227–228 (texte intégral).